# Dosim (métro de Séoul)
Dosim (hangeul : 도심 ; hanja : 陶深) est une station de passage de la ligne Gyeongui-Jungang du métro de Séoul. Elle est située au 237 Deokso-ro, Wabu-eup, au centre-ville de Namyangju, sur le territoire de la province Gyeonggi, à l'est de Séoul en Corée du Sud. 

## Situation sur le réseau

Plan du réseau du métro de Séoul (2023)

Établie en surface, Dosim, est une station de passage de la ligne Gyeongui-Jungang du métro de Séoul : elle est située entre la station Deokso, en direction du terminus ouest Munsan, et la station Paldang, en direction du terminus est Jipyeong.